# Briana Szabó
Briana Szabó (* 26. November 2005 in Cluj-Napoca) ist eine rumänische Tennisspielerin.

## Karriere
Szabó begann im Alter von fünf Jahren mit dem Tennisspielen. Sie spielt vor allem Turniere auf der ITF Women’s World Tennis Tour, bei denen sie bisher einen Titel im Einzel und fünf im Doppel gewinnen konnte.
2021 erhielt sie Anfang August eine Wildcard für das Hauptfeld im Dameneinzel der Winners Open 2021, ihrem ersten Turnier auf der WTA Tour.
In der deutschen Regionalliga spielt Szabó 2021 für den TC Aschheim.

## Turniersiege

### Einzel
| Nr. | Datum             | Turnier             | Kategorie | Belag     | Finalgegnerin      | Ergebnis |
| --- | ----------------- | ------------------- | --------- | --------- | ------------------ | -------- |
| 1.  | 26. November 2023 | Scharm asch-Schaich | ITF W15   | Hartplatz | Kateryna Lasarenko | kampflos |

### Doppel
| Nr. | Datum             | Turnier  | Kategorie | Belag     | Partnerin            | Finalgegnerinnen                  | Ergebnis         |
| --- | ----------------- | -------- | --------- | --------- | -------------------- | --------------------------------- | ---------------- |
| 1.  | 8. Juni 2024      | Focșani  | ITF W15   | Sand      | Kateřina Mandelíková | Victoria Bosio Patricia Maria Țig | 7:63, 6:0        |
| 2.  | 17. August 2024   | Bistrița | ITF W35   | Sand      | Patricia Maria Țig   | Ilinca Amariei Emily Welker       | 6:3, 6:4         |
| 3.  | 6. September 2024 | Slobozia | ITF W50   | Sand      | Patricia Maria Țig   | Irina Bara Ekaterine Gorgodse     | 6:4, 7:5         |
| 4.  | 21. Oktober 2024  | Kayseri  | ITF W50   | Hartplatz | Patricia Maria Țig   | Melis Sezer Isabella Schinikowa   | 3:6, 6:4, [10:8] |
| 5.  | 2. November 2024  | Kayseri  | ITF W15   | Hartplatz | Stefania Bojica      | Warwara Panschina Daria Schubina  | 6:4, 6:2         |